# Voroshilovgrad (novela)
Voroshilovgrad (Voroshylovhrad, en ucraniano: Ворошиловград) es una novela del autor y activista social ucraniano Serhiy Zhadan, publicada en 2010. En 2016, fue traducida del ucraniano al inglés por Reilly Costigan-Humes e Isaac Wheeler. Los campos salvajes, una película basada en la novela, se estrenó en 2018.
Voroshilovgrad ganó el BBC Ukrainian Premio Libro del Año de la BBC en 2010, su premio Libro de la Década en 2014, y el Premio Jan Michalski de Literatura en Suiza en 2014.  La novela ha sido traducida al menos a nueve idiomas. 

## Antecedentes
Voroshylovhrad es una ciudad situada en Donbas en el este de Ucrania conocida como Luhansk tras la disolución de la Unión Soviética. Los traductores al inglés procedentes de Rusia utilizaron la transliteración rusa histórica del nombre de la ciudad (con i por и y g por г) cuando se tradujo inicialmente. En un esfuerzo por romper la tradición colonial de escribir los nombres utilizando la fonética rusa, las directrices del gobierno ucraniano (con y para и y h para г) traducen el título por "Voroshylovhrad". Ambas grafías se siguen utilizando.
Donbás es una región industrial conocida por sus tierras de estepa y minas de carbón situada a lo largo de la frontera rusa. Bajo Stalin, Donbás se convirtió en el escenario del movimiento estajanovista. En mayo de 2014, cuando Voroshylovhrad estaba controlada por la autoproclamada República Popular de Luhansk, Zhadan escribió que el Estado no reconocido "existe exclusivamente en las fantasías de los autoproclamados 'alcaldes del pueblo' y 'gobernadores del pueblo'".

## Trama
Herman, un joven experto en política que trabaja en Járkov, regresa a su ciudad natal para gestionar la gasolinera de su hermano tras la desaparición de éste. Herman trabaja con Kocha e Injured, los fieles empleados de su hermano. Protegen la gasolinera de un poderoso empresario local, Pastushok. Impulsado por la nostalgia y la lucha contra la injusticia, Herman se queda en Voroshilovgrad, distanciándose de su vida anterior hacia un futuro desconocido. La novela aborda temas como hacer las paces con el pasado y las antiguas amistades. Al mismo tiempo, ilustra el legado de la administración soviética en la región del Donbás y el incierto destino de sus habitantes.

## Recepción
La novela obtuvo una buena acogida en revistas como Publishers Weekly, The New Yorker, y Los Angeles Review of Books. Fue galardonado con el premio Libro del Año en 2010 y posteriormente con el premio Libro de la Década en 2014 de BBC Ukrainian.  El Premio Jan Michalski de Literatura en Suiza fue otorgado a Voroshilovgrad en 2014. Apareció en la lista de World Literature Today's. Lecturas de verano recomendadas en 2016.